# 로버트 웨일리
로버트 E. 웨일리(영어: Robert E. Whaley)는 대학교수이자 밴더빌트 대학교 금융시장 연구센터장이다. 1993년 듀크 대학교 재직 당시 변동성 지수(VIX)를 고안했다.